# بوينغ انسيتو سكانإيغل
طائرة بوينغ انسيتو سكانإيغل (ScanEagle) هي طائرة صغيرة ذات قدرة عالية على التحمل المنخفض بدون طيار بنتها  شركة انسيتو التابعة لشركة بوينغ وتستخدم لأغراض الاستطلاع. تم تصميمها  أساس طائرة سيسكان التجارية التي تطير بدون طيار.

## الممشغلين
- الجيش الوطني الأفغاني[4]
- البحرية الملكية الاسترالية[5]
- الكاميروني الجيش[6]
- الجيش الكندي
- القوات الجوية الكولومبية [7][8]
- البحرية الكولومبية[9]
- القوات المسلحة التشيكية

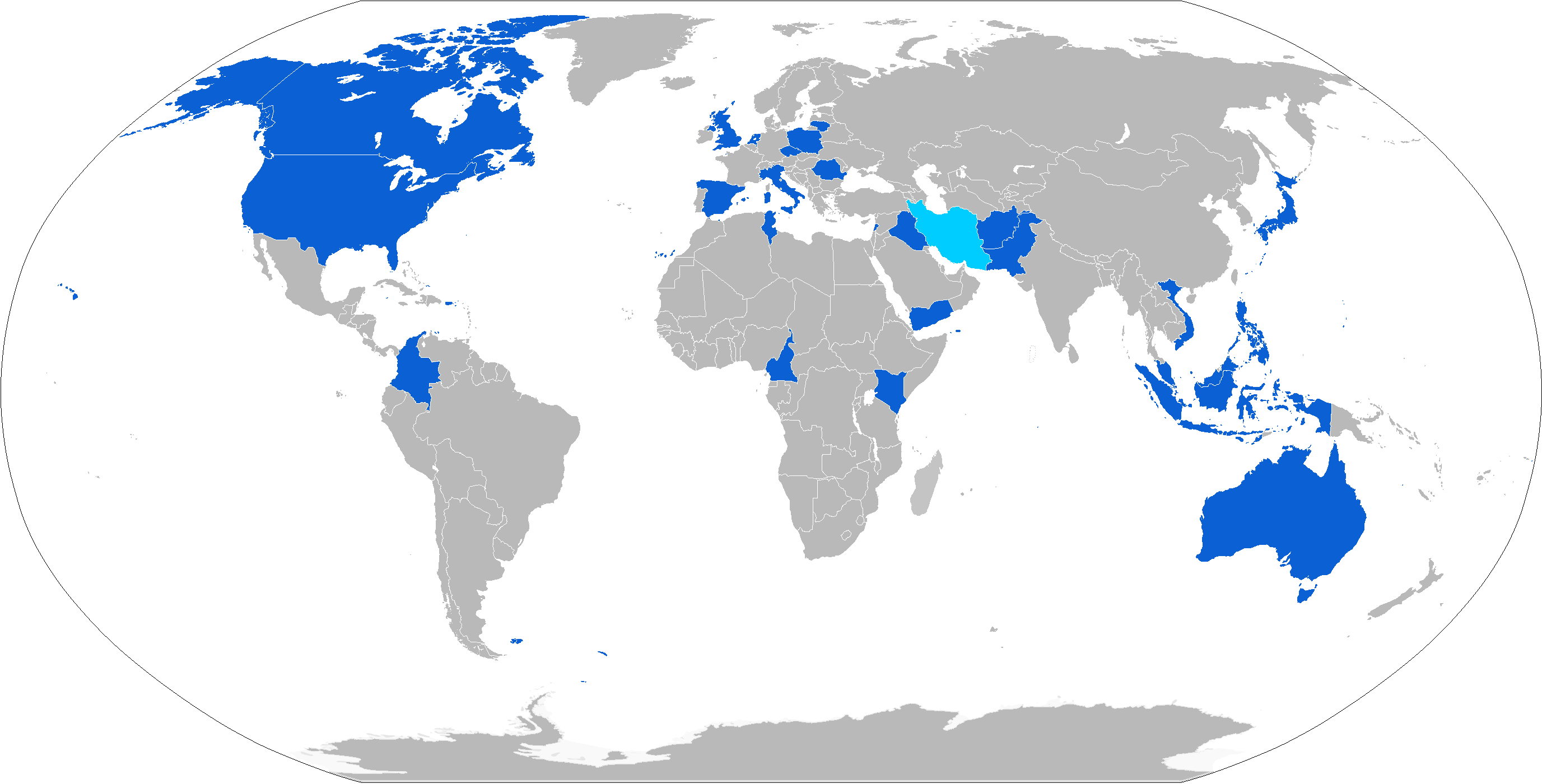
خريطة مع ScanEagle المشغلين في الأزرق و شركات غير مرخصة النسخ في الضوء الأزرق

- القوات البحرية الإندونيسية - أربعة على ترتيب الولادة المتوقع منتصف 2018[10]

- القوات المسلحة لجمهورية إيران الإسلامية – رؤية ياسر (الطائرات بدون طيار)
- القوات المسلحة العراقية[11]
- اليابان قوات الدفاع الذاتي[12][13]
- كينيا قوات الدفاع[14]
- القوات الجوية اللبنانية - 6 على الترتيب[15][16]

- القوات المسلحة الليتوانية[17][18][19]
- القوات المسلحة الماليزية[20]
- الملكية الهولندية الجيش[21]

- البحرية الباكستانية[22][23]

- القوات المسلحة الفلبينية[24][25]

- جمهورية سنغافورة البحرية[26]
- البحرية الإسبانية[27]
- التونسي البحرية[28]

- البحرية الملكية[29]

- الولايات المتحدة القوة الجوية[30]
- قوات مشاة البحرية الأمريكية[31]
- بحرية الولايات المتحدة[32]
- الإدارة الوطنية للمحيطات والغلاف الجوي[33]

- القوات الجوية اليمنية[34]

## وصلات خارجية
- ScanEagle صفحة المنتج على Insitu.com
- ScanEagle الصفحة على Boeing.com